# Drake Jackson
Drake Jackson (* 12. April 2001 in Corona, Kalifornien) ist ein US-amerikanischer American-Football-Spieler auf der Position des Defensive Ends. Aktuell spielt er für die San Francisco 49ers in der National Football League (NFL).

## Frühe Jahre und College
Jackson wurde in der südkalifornischen Stadt Corona geboren, wo er auch aufwuchs. Schon im Alter von vier Jahren begann er unter der Anleitung seines Vaters Dennis, der früher selbst Collegefootball am Compton College und an der Missouri Western State University gespielt hatte, mit dem Gewichtheben. Er besuchte die Centennial High School in seiner Heimatstadt, an der auch sein Vater als Assistenztrainer der Footballmannschaft arbeitete. In der Footballmannschaft wurde er zumeist in der Defensive Line eingesetzt. Schon in seinem ersten Jahr war er Teil der Footballmannschaft. In den folgenden drei Jahren als Stammspieler an der Schule konnte er 84 Tackles sowie 9,5 Sacks und eine Interception verzeichnen. Er erhielt mehrere Auszeichnungen als einer der besten Spieler der Region.
Nach seinem Highschoolabschluss erhielt Jackson einige Stipendienangebote und entschied sich, für die University of Southern California in Los Angeles Collegefootball zu spielen. Dort wurde er bereits in seinem Freshman-Jahr Stammspieler und konnte in 11 Spielen 46 Tackles sowie 5,5 Sacks verzeichnen. Während er in seinem Freshman-Jahr noch zumeist in der Defensive Line spielte, kam er in den folgenden zwei Jahren verstärkt als Outside Linebacker zum Einsatz. Insgesamt kam er in den drei Jahren an seiner Universität auf 28 Einsätze, bei denen er 103 Tackles, 12,5 Sacks und 2 Interceptions verzeichnen konnte. Er entwickelte sich zu einem der wichtigsten Spieler auf seiner Position und wurde in allen drei Jahren ins Second-Team All-Pac-12 berufen. Nach seinem Junior-Jahr entschied er, am NFL-Draft 2022 teilzunehmen.

## NFL
Beim NFL-Draft 2022 wurde er in der zweiten Runde an 61. Stelle von den San Francisco 49ers ausgewählt. Dort war er allerdings in der Saison 2022 zunächst noch als Backup für Samson Ebukam eingeplant. Er debütierte am 1. Spieltag der Saison bei der 10:19-Niederlage gegen die Chicago Bears, bei der er insgesamt zwei Tackles verzeichnen konnte. Am dritten Spieltag konnte er bei der 10:11-Niederlage gegen die Denver Broncos seinen ersten Sack in der Liga an Quarterback Russell Wilson verzeichnen. Bei den Spielen gegen die Carolina Panthers am fünften Spieltag sowie gegen die Atlanta Falcons am sechsten Spieltag konnte er jeweils einen weiteren Sack verzeichnen. Dazu konnte er gegen die Falcons insgesamt drei Tackles verzeichnen, sein Saisonhöchstwert. Beim 37:34-Sieg gegen die Las Vegas Raiders am 17. Spieltag konnte er die erste Interception seiner Profikarriere von Quarterback Jarrett Stidham fangen. Insgesamt konnte Jackson in seinem Rookie-Jahr 14 Tackles sowie drei Sacks erreichen. Da die 49ers mit 13 Siegen bei vier Niederlagen die NFC West gewannen, konnten sie sich für die Playoffs qualifizieren und schieden erst im NFC Championship Game gegen die Philadelphia Eagles aus. Jackson verpasste jedoch alle drei Postseasonspiele verletzungsbedingt.
Direkt am 1. Spieltag der Saison 2023 konnte Jackson beim 30:7-Sieg gegen die Pittsburgh Steelers drei Sacks an Quarterback Kenny Pickett verzeichnen, wodurch er einen neuen Karrierebestwert aufstellte. Dazu gelangen ihm drei Tackles. In der Folge blieb er allerdings Backup in der Defense der 49ers und kam nebenbei auch in den Special Teams zum Einsatz. Im November zog er sich jedoch eine Knieverletzung zu, wegen der er auf die Injured Reserve Liste gesetzt wurde und die restliche Saison verpasste. Ohne Jackson erreichten die 49ers Super Bowl LVIII gegen die Kansas City Chiefs, den sie jedoch mit 22:25 verloren.

## Karrierestatistiken

### Regular Season
| Saison                             | Team             | Spiele | Spiele  | Tackles | Tackles | Tackles | Tackles | Tackles | Interceptions | Interceptions | Interceptions | Interceptions | Interceptions | Interceptions | Fumbles | Fumbles | Fumbles |
| Saison                             | Team             | Gesamt | Starter | Gesamt  | Solo    | Assist  | Sack    | Safety  | PD            | Int           | Yards         | Avg           | Lang          | TD            | FF      | FR      | TD      |
| ---------------------------------- | ---------------- | ------ | ------- | ------- | ------- | ------- | ------- | ------- | ------------- | ------------- | ------------- | ------------- | ------------- | ------------- | ------- | ------- | ------- |
| 2022                               | 49ers            | 15     | 0       | 14      | 8       | 6       | 3,0     | 0       | 8             | 1             | 0             | 0,0           | 0             | 0             | 0       | 0       | 0       |
| 2023                               | 49ers            | 8      | 0       | 7       | 4       | 3       | 3,0     | 0       | 1             | 0             | 0             | 0,0           | 0             | 0             | 0       | 0       | 0       |
| Gesamte Karriere                   | Gesamte Karriere | 23     | 0       | 21      | 12      | 9       | 6,0     | 0       | 9             | 1             | 0             | 0,0           | 0             | 0             | 0       | 0       | 0       |
| Quelle: pro-football-reference.com |                  |        |         |         |         |         |         |         |               |               |               |               |               |               |         |         |         |

### Postseason
| Saison           | Team             | Spiele | Spiele  | Tackles      | Tackles      | Tackles      | Tackles      | Tackles      | Interceptions | Interceptions | Interceptions | Interceptions | Interceptions | Interceptions | Fumbles      | Fumbles      | Fumbles      |
| Saison           | Team             | Gesamt | Starter | Gesamt       | Solo         | Assist       | Sack         | Safety       | PD            | Int           | Yards         | Avg           | Lang          | TD            | FF           | FR           | TD           |
| ---------------- | ---------------- | ------ | ------- | ------------ | ------------ | ------------ | ------------ | ------------ | ------------- | ------------- | ------------- | ------------- | ------------- | ------------- | ------------ | ------------ | ------------ |
| 2022             | 49ers            | 0      | 0       | Ohne Einsatz | Ohne Einsatz | Ohne Einsatz | Ohne Einsatz | Ohne Einsatz | Ohne Einsatz  | Ohne Einsatz  | Ohne Einsatz  | Ohne Einsatz  | Ohne Einsatz  | Ohne Einsatz  | Ohne Einsatz | Ohne Einsatz | Ohne Einsatz |
| 2023             | 49ers            | 0      | 0       | Ohne Einsatz | Ohne Einsatz | Ohne Einsatz | Ohne Einsatz | Ohne Einsatz | Ohne Einsatz  | Ohne Einsatz  | Ohne Einsatz  | Ohne Einsatz  | Ohne Einsatz  | Ohne Einsatz  | Ohne Einsatz | Ohne Einsatz | Ohne Einsatz |
| Gesamte Karriere | Gesamte Karriere | 0      | 0       | 0            | 0            | 0            | 0,0          | 0            | 0             | 0             | 0             | 0,0           | 0             | 0             | 0            | 0            | 0            |